# Benjamin Köhler
 Benjamin Köhler  és un exfutbolista alemany que jugava de migcampista. Va començar com a futbolista al Normannia 08 Berlin.

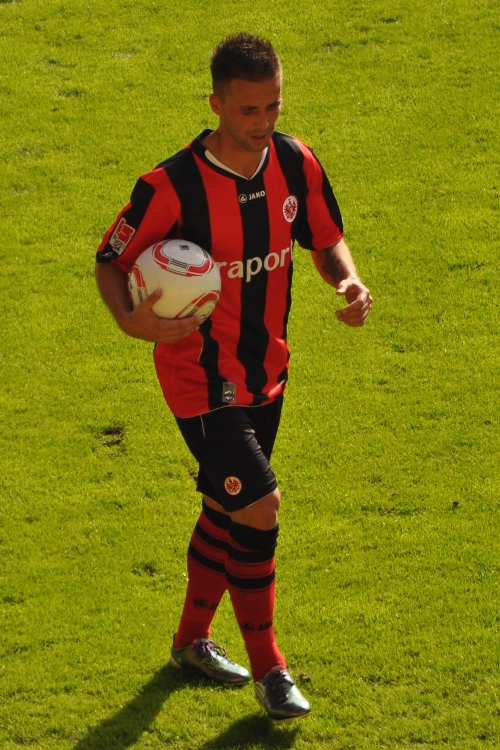
Benjamin Köhler l'any 2010.